# Cathédrale Saint-Jean-l'Évangéliste de Portsmouth
Cette  cathédrale n’est pas la seule cathédrale Saint-Jean-l'Évangéliste.
La cathédrale Saint-Jean-l'Évangéliste est la cathédrale catholique du diocèse de Portsmouth en Angleterre. Elle est le siège du diocèse de Portsmouth, dont l'ordinaire est depuis 2012 Philip Egan. La cathédrale a été consacrée le 10 août 1892, et elle est dédiée à saint Jean l'Évangéliste.
C'est l'une des deux cathédrales de la ville, l'autre étant la cathédrale anglicane Saint-Thomas-de-Canterbury qui est située à environ un mile au sud.

## Architecture
La cathédrale a été conçue dans le style néo-gothique par John Crawley en 1877-1881. Crawley mourut au moment où la construction commençait et son associé Joseph Hansom reprit le projet et modifia la conception, et y travaillant jusqu'en 1896. L'église est construite en briques rouges de Fareham avec des habillages en pierre de Portland. En 1900, l'évêque John Cahill complète la cathédrale en ajoutant la façade ouest ; les clochers, conçus par le chanoine Alexander Scoles, sont ajoutés en 1906. La dernière construction en 1924 est la chapelle Saint-Patrick voulue par l'évêque d'origine irlandaise Timothy Cotter. La cathédrale est dépourvue de flèche en raison de conditions de terrain inadaptées.

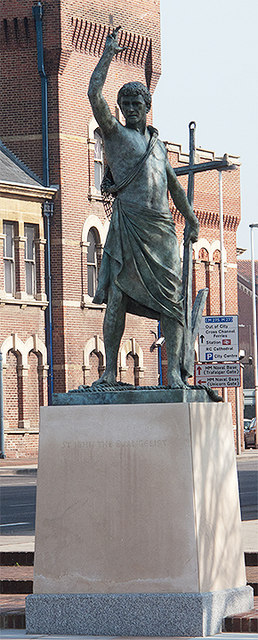
Statue de saint Jean l'Évangéliste.

Une chapelle commémorative dédiée à Notre-Dame Immaculée et à saint Edmond d'Abingdon, patrons du diocèse de Portsmouth, a été créée à l'extrémité est de la nef nord en mémoire de John Vertue, premier évêque de Portsmouth de 1882 à 1900. Une statue en bronze de saint Jean l'Évangéliste, réalisée par le sculpteur Philip Jackson, a été installée en 2010, s'élevant à 2,44 m de haut à l'extérieur de la cathédrale.
En 1970, à l'instigation de l'évêque Derek Worlock, une réorganisation majeure a eu lieu, conformément à son interprétation du concile Vatican II. Le baldaquin élaboré qui surmontait le maître-autel a été détruit et les peintures de Nathaniel Westlake sur les murs du sanctuaire et des chapelles latérales ont été pour la plupart recouvertes. Un nouvel autel et de nouveaux fonts baptismaux sont disposés et l'ensemble du sanctuaire est modernisé selon les plans de l'architecte Austin Winkley.
La plupart des changements apportés ont été de courte durée et ont été annulés lors d'une réorganisation en 1982 sur ordre de l'évêque Anthony Emery et d'une autre en 2001 sous l'égide de l'évêque Crispian Hollis. Les changements de 2001 comprenaient le remplacement des fonts baptismaux des années 1970 par un autre de conception plus traditionnelle.

## Galerie

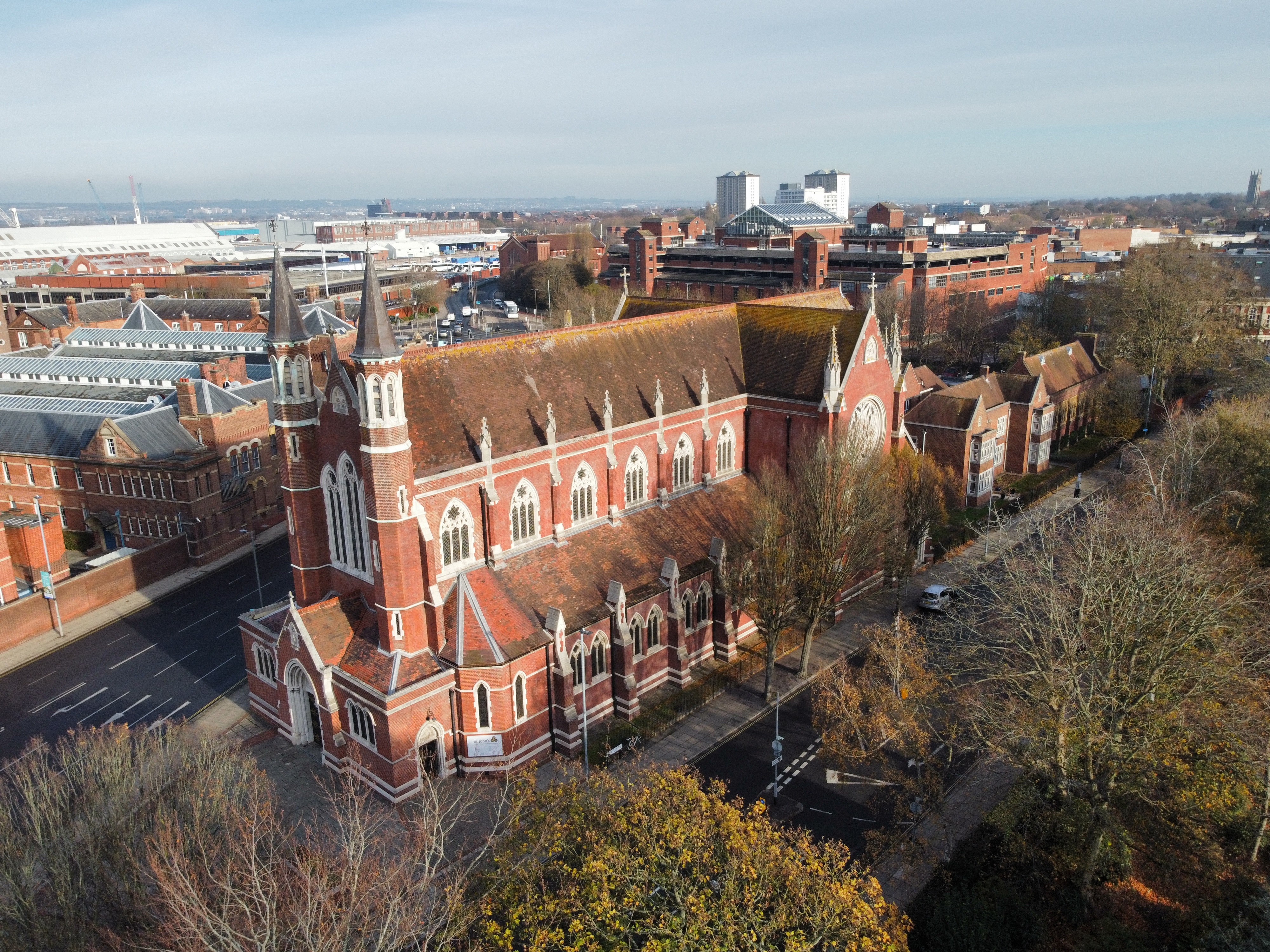
Vue d'ensemble.
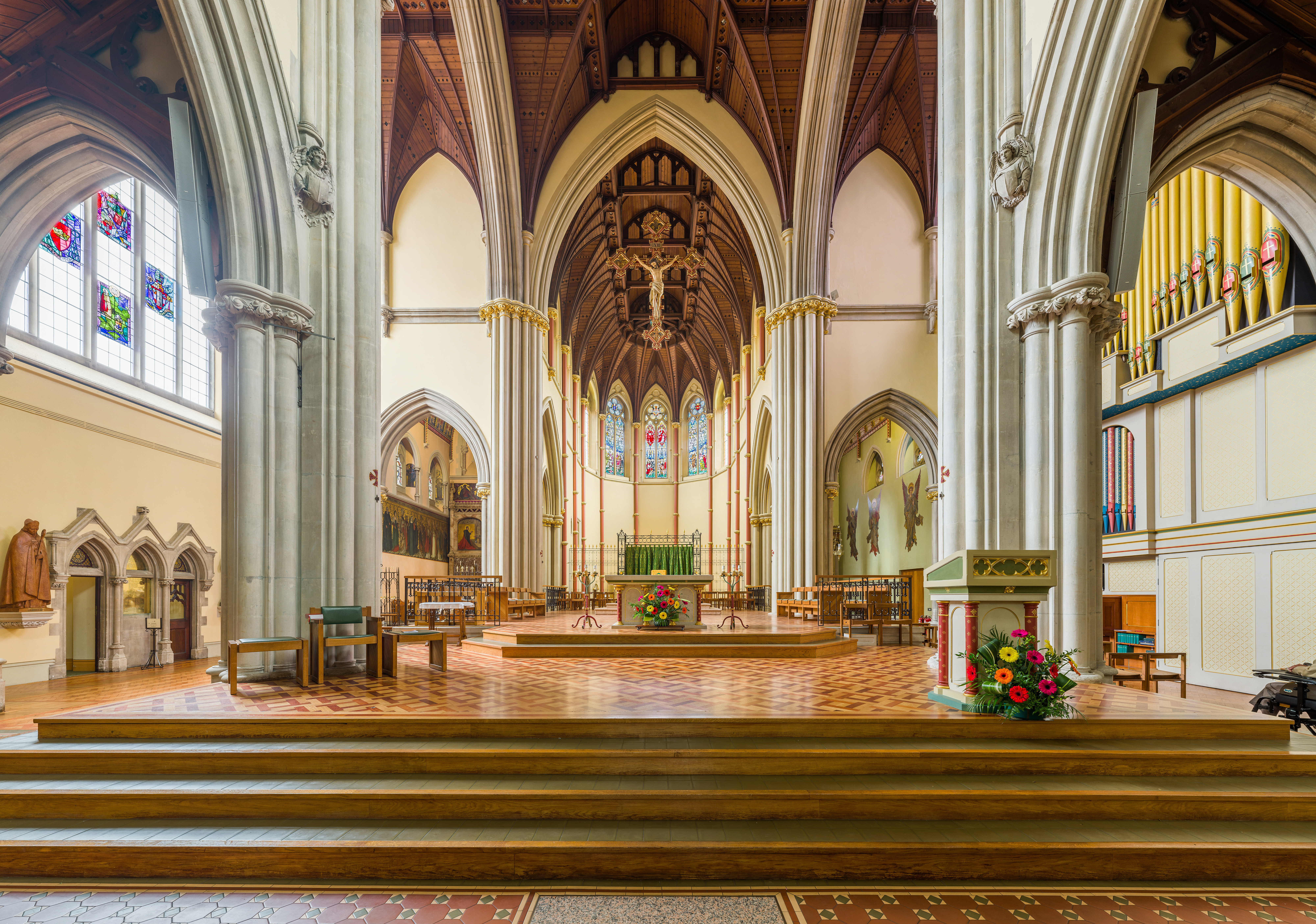
Chœur et maître-autel.
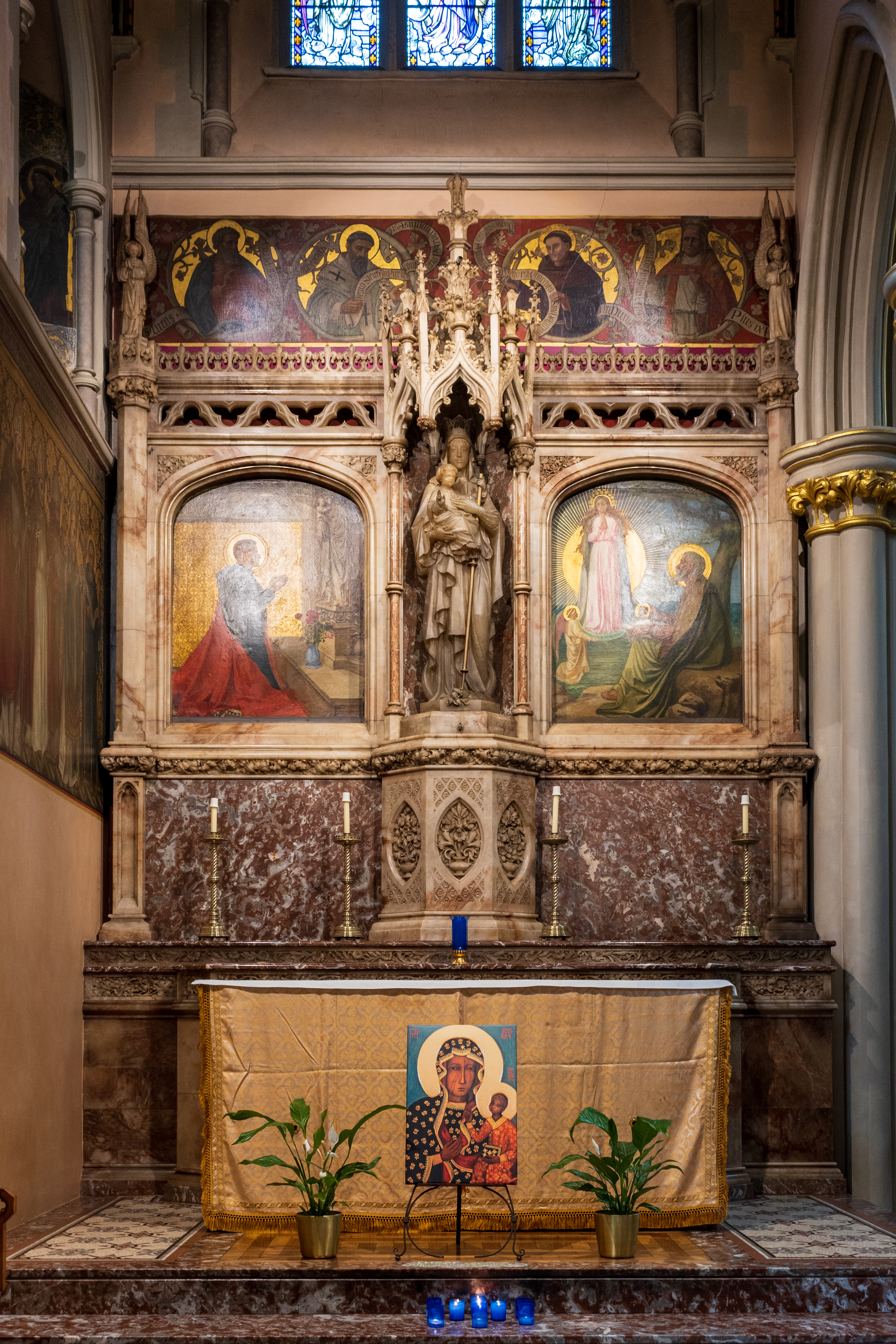
Chapelle de l'Immaculée Conception.

## Source
- (en) Cet article est partiellement ou en totalité issu de l’article de Wikipédia en anglais intitulé « Cathedral of St John the Evangelist, Portsmouth » (voir la liste des auteurs).